# Referéndum sobre la Ley de la Jefatura del Estado Alemán
Un referéndum sobre la fusión de los cargos de Canciller Imperial (Reichskanzler) y Presidente (Reichpräsident) se llevó a cabo en Alemania el 19 de agosto de 1934, tras la muerte del Presidente en ejercicio Paul von Hindenburg. El objetivo del referéndum, la aprobación de la llamada "Ley de la Jefatura del Estado Alemán", era crear el cargo de Führer (Líder), y consolidar definitivamente todos los poderes del estado en Adolf Hitler y el Partido Nacionalsocialista Obrero Alemán (Partido Nazi). Este evento, precedido por la aprobación de la Ley habilitante de 1933 fue el último golpe a las instituciones de la República de Weimar que estableció la dictadura totalitaria de Hitler, que duraría hasta 1945.
El referéndum se realizó en el marco de la intimidación generalizada de los votantes, y Hitler utilizaría el amplio resultado como una demostración del apoyo popular con el que contaba. Con un 88,1% de los votos fue aprobada la Ley, siendo el resultado más bajo obtenido por el "Sí" en un referéndum durante el régimen Nazi. Esto se debió en gran medida a que se permitió, por última vez, que votaran los ciudadanos judíos, polacos, o de otros grupos étnicos, puesto que al año siguiente, con la aprobación de las Leyes de Núremberg, se verían despojados de estos derechos.
Desde un punto de vista teórico, el referéndum violó la Ley Habilitante que confería a Hitler poderes absolutos, ya que la misma especificaba claramente que los poderes presidenciales no debían ser tocados. Sin embargo, para entonces el Estado alemán se regía por el Führerprinzip y sus decisiones ya no fueron cuestionadas.

## Antecedentes
Cuando el moribundo y anciano Presidente Hindenburg dictó su testamento, en mayo de 1934, solicitó como "último deseo" que la monarquía de la Casa de Hohenzollern fuera restaurada por Hitler. Tras el deceso del presidente, el 2 de agosto, su hijo, Oskar von Hindenburg, entregó el testamento al vicecanciller Franz von Papen, quien a su vez lo entregó a Hitler el 14 de agosto. Al día siguiente, el 15 de agosto, Hitler lo publicó, sin mostrar ninguna indicación del "último deseo" de Hindenburg.
Un día antes de la muerte de Hidenburg, el 1 de agosto, el Reichstag había aprobado la "Ley de la Jefatura del Estado Alemán", fusionando los cargos de jefe de Estado (Presidente) y jefe de gobierno (Canciller). Inmediatamente después de la muerte de Hindenburg el 2 de agosto, el comandante en jefe de las fuerzas armadas, Werner von Blomberg, ordenó a todos los miembros de las Reichswehr (fuerzas armadas) prestar juramento al Führer.

## Realización del referéndum
La única pregunta de la consulta popular fue: "El cargo de Presidente será unido con el de Canciller. Consecuentemente todas las antiguas prerrogativas del Presidente serán dimitidas al Líder y Canciller Imperial Adolf Hitler. Él mismo nombrará a su sucesor o sustituto. Usted, ciudadano alemán o alemana, ¿aprueba el procedimiento previsto por la Ley?"
El gobierno utilizó la intimidación generalizada y el fraude electoral masivo para asegurar una aprobación aplastante del "Sí". Esto incluyó la colocación de Camisas Pardas en los colegios electorales y la obligación a varias personas de los clubes y sociedades a ser escoltadas por soldados del Partido Nazi y luego votar en público. En algunos lugares se quitaron las cabinas de votación o se colocaron pancartas que decían "sólo los traidores entran aquí" colgadas sobre las entradas para desalentar el voto secreto. Además, muchas papeletas de votación fueron precalificadas con votos "Sí", las papeletas estropeadas se contaban con frecuencia como "Sí", y se habían registrado muchos votos "negativos" como a favor. En muchos lugares, como consecuencia, votó mucha más gente de la que había registrada para votar.
Por otro lado, los nazis hicieron poco esfuerzo para evitar la publicidad negativa hacia el referéndum en las zonas habitadas por judíos, polacos y otras minorías étnicas. Como ocurrió en noviembre de 1933, los dirigentes nazis consideraron que los resultados desfavorables esperados en esas áreas eran útiles en su propaganda como prueba de deslealtad hacia el Reich. Esta fue la última votación nacional en la que se permitió a los judíos y a otras minorías votar antes de que se les despojara de los derechos de ciudadanía al año siguiente tras la promulgación de las Leyes de Núremberg. La relativa falta de apoyo en Hamburgo en las elecciones de 1933 llevó a Hitler a declarar el día 17 de agosto como fiesta nacional para poder hablar a todas las radios registradas en el país.

## Resultados

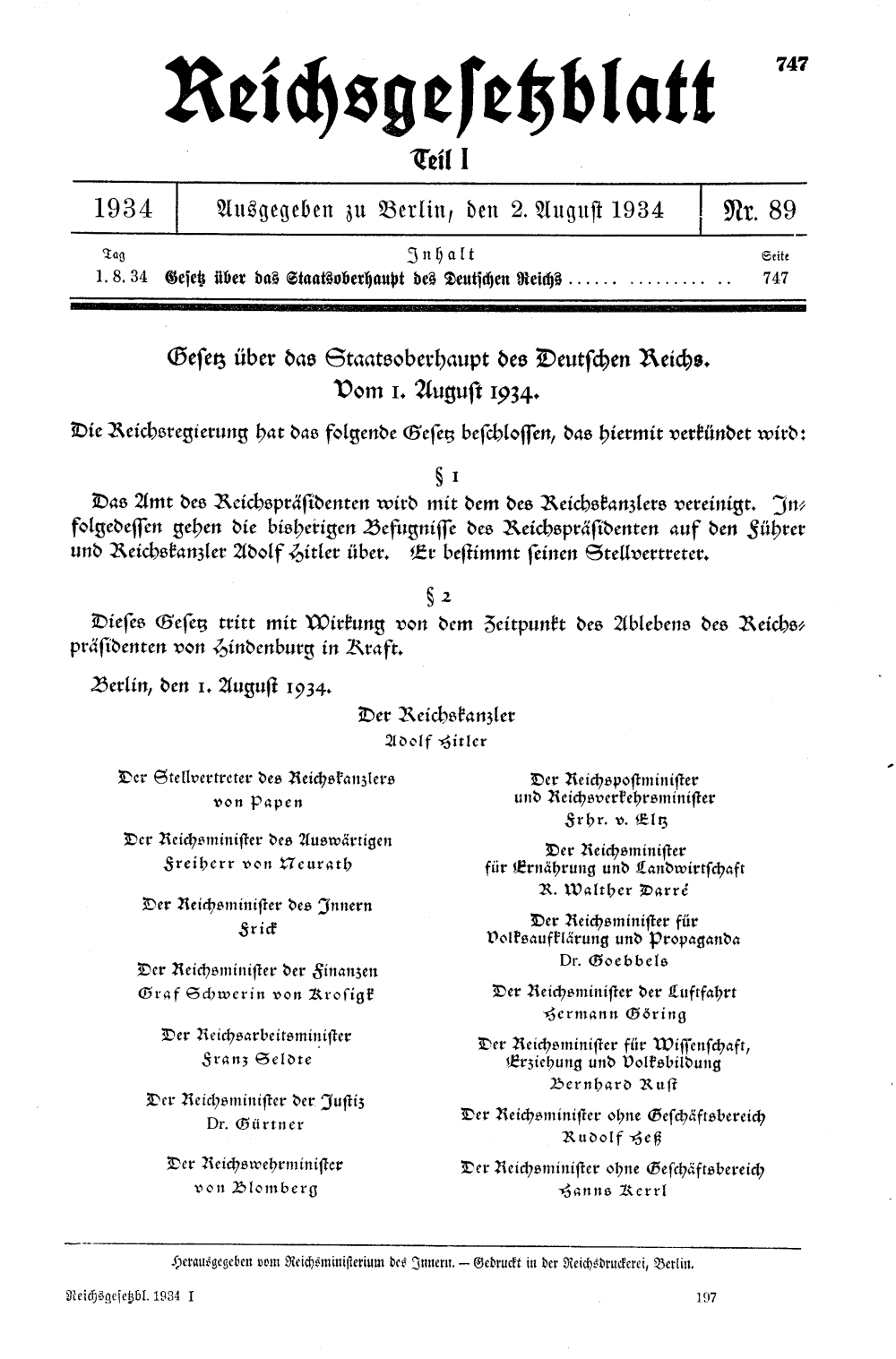
La Ley de la Jefatura del Estado Alemán.

El apoyo a la fusión de la jefatura de estado y gobierno fue mayor en Prusia Oriental, donde las cifras oficiales muestran que el 96% votó a favor. El apoyo fue menor en las zonas urbanas. Fue menos fuerte en Hamburgo, donde un poco menos del 80% votó afirmativamente (20.4% en contra). En Aquisgrán, el 18.6% votó en contra. En Berlín, el 18.5% de los votos fueron negativos y todos los distritos informaron que el voto negativo superó el 10%.  En el antiguo bastión comunista de Boda, el voto negativo fue del 19.7%. El resultado se debió en gran medida a la intimidación y al fraude. El apoyo general al gobierno fue ligeramente inferior que en el referéndum de noviembre de 1933, donde el resultado fue casi un 90% a favor, y en esta ocasión un 88,1%. Sin embargo, la variación regional fue idéntica.
Algunos de los dirigentes nazis se sintieron decepcionados por los resultados del referéndum. Por ejemplo, Joseph Goebbels redactó en su diario el 22 de agosto que el referéndum fue un fracaso: "Los resultados iniciales... fueron muy malos. Con más de 38 millones de votos a favor del Führer, esperábamos más. ¡Los católicos fallaron a Rosenberg!" Sin embargo, el historiador Ian Kershaw ha juzgado que incluso después de explicar la manipulación del proceso de votación, los resultados "reflejaban el hecho de que Hitler tenía el respaldo de la gran mayoría del pueblo alemán" para entonces.
| Elección                           | Votos      | %    |
| ---------------------------------- | ---------- | ---- |
| A favor                            | 38.394.848 | 88.1 |
| En contra                          | 4.300.370  | 9.9  |
| Votos en blanco/anulados           | 873.668    | 2.0  |
| Total                              | 43.568.886 | 100  |
| Votantes registrados/participación | 45.552.059 | 95.7 |
| Fuente: Nohlen & Stöver            |            |      |